# Citroën-Kégresse P10
Der Citroën-Kégresse P10 war ein im französischen Heer verwendetes Halbkettenfahrzeug.

## Geschichte
Der Citroën-Kégresse P10 basierte auf dem Citroën-Kégresse P7bis und kann als leicht vergrößerte Ausführung desselben gelten. Er wurde in den Jahren 1928 und 1929 in diversen Ausführungen gebaut und in der französischen Armee eingeführt. Ausgemustert wurden die Fahrzeuge im Laufe der 1930er Jahre, im Zweiten Weltkrieg war das Fahrzeug nicht mehr bei der Truppe.
Äußerlich unterschied sich der Citroën-Kégresse P10 vom P7bis durch ein anderes Antriebsrad, das keine Scheiben, sondern Speichen hatte, ferner durch eine vor der vorderen Stoßstange montierte große Rolle, die ein Aufsitzen des Vorderwagens in unebenem Gelände verhindern sollte (diese Rolle wurde allerdings vielfach später auch wieder abmontiert). Die Motorhaube hatte nicht wie beim P7bis seitlich vier große, sondern ca. vierzig schmale senkrechte Schlitze zur besseren Kühlung des Motors und glich insoweit der des späteren Citroën-Kégresse P17.

## Varianten

### Modell 1928
Das Modell 1928 hatte den Motor des Citroën Typ B14, einen Vierzylinder-Reihenmotor mit 70 mm Bohrung und 100 mm Hub, woraus sich ein Hubraum von 1539 cm³ errechnet. Die Leistung betrug 22 PS (16 kW) bei 2000/min.
Insgesamt wurden von dieser Variante im Jahr 1928 etwa 30 Fahrzeuge gebaut. Sie dienten in der französischen Armee als viersitzige geländegängige Stabsfahrzeuge (voiture de liaison tous terrains - VLTT) mit „Torpedo“- Karosserie oder als Nachrichtenfahrzeuge (voiture téléphonique): Letztere hatten statt der Rücksitze eine Pritsche, die neben vier Bedienungsmannschaften noch Nachrichtengerät (Feldkabelrollen etc.) aufnehmen konnte, und zogen einen Einachsanhänger, der ebenfalls zum Transport von Fernsprechgerät diente.

### Modell 1929
Das Modell 1929 hatte den Motor des gleichzeitig gebauten PKW Citroën C4, einen Vierzylinder-Reihenmotor mit 72 mm Bohrung und 100 mm Hub (Hubraum 1628 cm³). Die Leistung war allerdings von 30 auf 26 PS bei 3000/min gedrosselt. Im November 1933 waren in den Beständen der französischen Armee 302 Citroën-Kégresse P10 Modell 1929 vorhanden, wobei unklar ist, ob diese Zahl nur die Artilleriezugmaschinen oder auch die anderen Varianten umfasste. Es gab mehrere Varianten:
- VDP (voiture Dragons portées, verlastete Dragoner): Von dieser Variante bestellte und erhielt die Französische Armee 108 Stück. Das Fahrzeug hatte statt der Rückbank eine Ladefläche, auf der 4 Mann untergebracht werden konnten. Es diente zur Motorisierung der MG-Kompanien von fünf Bataillonen verlasteter Dragoner: Die Schützenkompanien dieser Formationen waren weiterhin mit Fahrrädern ausgestattet. Die Bataillone erhielten ab Mitte der 1930er Jahre als neue Ausstattung Citroën-Kégresse P19[6].
- VT (voiture téléphonique): Geländegängige Nachrichtenfahrzeuge, bestimmt für die Nachrichtenformationen der Kavalleriedivisionen, abgesehen vom Motor ausgestattet wie das Modell 1928: Die Anzahl kann auf etwa 10 Stück geschätzt werden[7].
- TLA (tracteur léger d' artillerie, leichter Artillerieschlepper): Aufgrund positiver Erfahrungen mit den solcherart eingesetzten Citroën-Kégresse P7bis beschaffte die französische Armee eine größere Anzahl. Sie wurden zur Motorisierung bislang bespannter oder mit dem Raupenschlepper Ara Alpha ausgestatteter Feldartillerieformationen verwendet, jede motorisierte Batterie erhielt zehn Zugmaschinen: vier zum Ziehen der 75 mm Feldkanone 97 und 6 als Zugmaschinen für die zugehörigen Munitionsanhänger[8]. Eine solcherart motorisierte Batterie war auch in Marokko stationiert[9]. Die Zahl der als Artilleriezugmaschinen gebauten P10 wird auf etwa 250 Stück geschätzt[10]. Im Laufe der 1930er Jahre wurde die Artilleriezugmaschine durch Citroën-Kégresse P107 ersetzt, 1939 waren sie nicht mehr in den Beständen der Französischen Armee vorhanden.